# Акопян, Ашот Абгарович
Ашот Абгарович Акопян (1915—1981) — советский разведчик-нелегал.

## Биография
Родился 31 декабря 1915 года в Баку, работал в органах безопасности Армянской ССР. Владел французским, итальянским, турецким, румынским, болгарским и арабским языками.
В 1946 году проводил нелегальную работу в Румынии (псевдоним «Евфрат»). Действовал по документам Оганеса Сараджяна, родившегося 9 мая 1916 года в Турции. 25 сентября 1949 года Акопян сочетался браком с Кирой Викторовной Чертенко («Таня») в одной из румынских церквей. Затем они выехали в Швейцарию, а оттуда в Италию.
С 1949 по 1959 годы Акопян руководил нелегальной резидентурой ПГУ в Италии (псевдоним «Артем»). Его резидентура вела ряд агентов из министерства внутренних дел Италии («Демид», «Квестор», «Цензор»). Главным успехом «Цензора» было изъятие секретных документов из сейфа генерального директора службы безопасности МИД Италии. Возобновил контакт с бывшим агентом «Омаром», уволенным в 1948 году из шифровального отдела министерства внутренних дел и затем служившим в американском посольстве в Италии. В 1953 году Акопян выезжал в Каир под видом торговца коврами, откуда в 1954 вернулся в Рим. В конце 1950-х годов Акопян вернулся в СССР.
Умер 19 марта 1981 года. Похоронен в Москве на Армянском кладбище.